# Helmut Himmelsbach

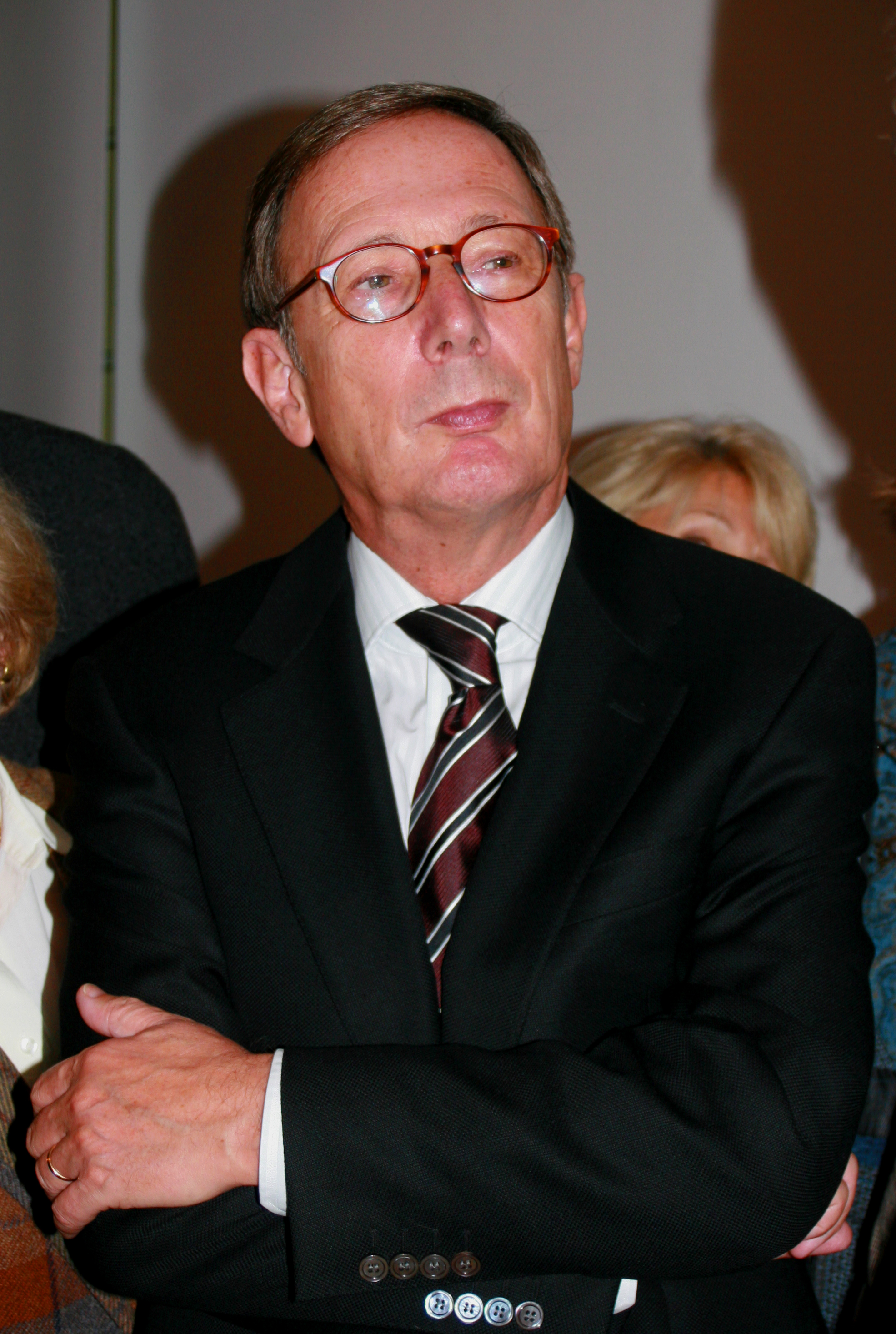
Helmut Himmelsbach bei einer Vernissage von Karl-Henning Seemann (2009)

Helmut Himmelsbach (* 16. April 1946 in Oberndorf am Neckar) ist ein deutscher parteiloser Kommunalpolitiker. Von 1999 bis Ende April 2014 war er Oberbürgermeister der Stadt Heilbronn, seit 2000 ist er Vorsitzender des Regionalverbands Heilbronn-Franken und der Wirtschaftsregion Heilbronn-Franken.

## Leben
Himmelsbach absolvierte eine Ausbildung zum Diplom-Verwaltungswirt (FH) und Betriebswirt. In den Jahren 1970 bis 1975 war er Leiter der Stadtkämmerei Bietigheim, wo er 1975 bis 1993 das Amt des Ersten Bürgermeisters innehatte. Im Anschluss daran war er bis 1999 Oberbürgermeister von Heidenheim an der Brenz. Im Jahr 1999 kandidierte er für das Amt des Oberbürgermeisters von Heilbronn, das er nach gewonnener Wahl am 15. September 1999 als Nachfolger von Manfred Weinmann antrat.
Himmelsbach kandidierte am 17. Juni 2007 erneut für das Amt des Oberbürgermeisters in Heilbronn. Die Kandidatur des parteilosen Himmelsbach wurde von der CDU, der SPD, der FDP und den Freien Wählern getragen. Er gewann die Wahl mit 68,0 % der Stimmen, die Wahlbeteiligung lag jedoch nur bei 31,6 %. Seine zweite Amtszeit dauerte nicht acht, sondern nur sieben Jahre bis zum Jahr 2014, in dem Himmelsbach das 68. Lebensjahr vollendete. Zu seinem Nachfolger wurde Harry Mergel gewählt.

## Auszeichnungen
2011 wurde Himmelsbach der Verdienstorden des Landes Baden-Württemberg verliehen. Zum Abschied als Oberbürgermeister wurde er am 29. April 2014 zum Ehrenbürger Heilbronns ernannt.